# Nazionale femminile di rugby a 15 del Sudafrica
La nazionale di rugby a 15 femminile del Sudafrica (in afrikaans Suid-Afrikaanse nasionale vrouerugbyspan; in inglese South Africa women’s national rugby union team), o Springbok Women, è la selezione di rugby a 15 femminile che rappresenta il Sudafrica in ambito internazionale e opera sotto la giurisdizione di South African Rugby Union.
Attiva dal 2004 in maniera discontinua, ha avuto diversi periodi di pausa, il più lungo dei quali di quattro anni, dal 2014 al 2018, nel corso dei quali ha rinunciato anche alle qualificazioni alla Coppa del Mondo 2017, alle cui tre precedenti edizioni aveva preso parte.
A settembre 2019 ha disputato 46 incontri, di cui 42 test match compresi i 15 in Coppa del Mondo.
Dal 2019 compete nella Rugby Africa Women's Cup, il campionato continentale di rugby a 15 femminile del quale è campione in carica avendone vinto la prima edizione.
Il commissario tecnico è Stanley Raubenheimer, che ricopre l’incarico da maggio 2018.
Al pari dei loro colleghi della nazionale maschile, gli Springbok, le giocatrici della nazionale femminile sudafricana vestono un'uniforme verde con inserti giallo oro e pantaloncini bianchi.
Al 2 dicembre 2024 la squadra occupa la 12ª posizione del ranking World Rugby.

## Storia
Nonostante il rugby sia uno tra i più importanti sport praticati in Sudafrica, non fu prima del terzo millennio che la federazione decise di adottare una politica di promozione della disciplina tra le donne; agli inizi del 2004 la allora SARFU annunciò la nascita di una squadra nazionale femminile.
L'avversario che tenne a battesimo la neoistituita nazionale fu la squadra femminile del Galles la cui federazione organizzò un tour in Africa australe; il primo incontro assoluto delle Women Boks fu all'Adcock Stadium di Port Elizabeth il 29 maggio 2004 e terminò 8-5 per le britanniche le quali, una settimana più tardi, vinsero anche il secondo test match al Loftus Versfeld di Pretoria.

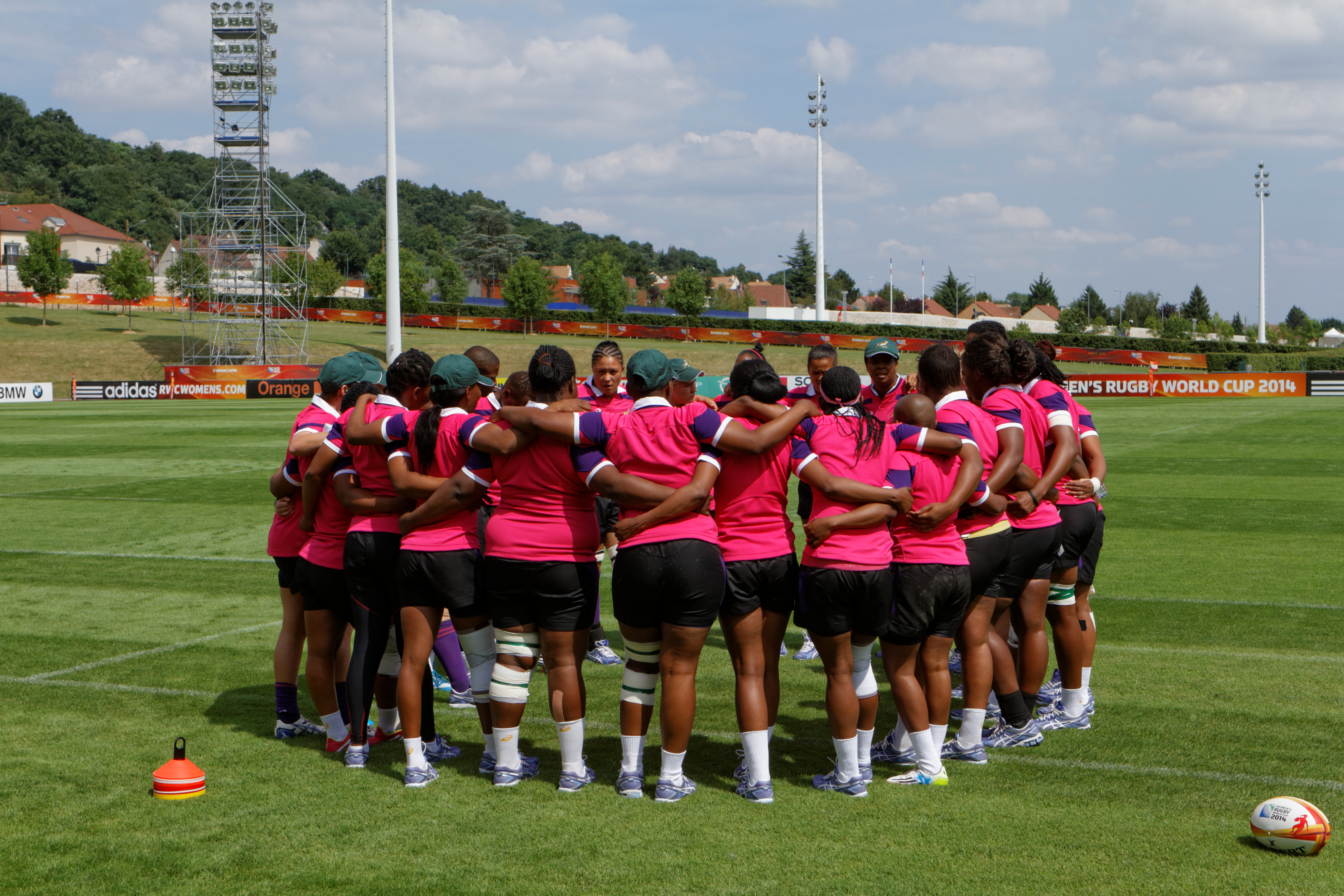
Rugbiste sudafricane alla Coppa del Mondo 2014 in Francia

Un anno dopo le Boks, durante un tour del Regno Unito, restituirono la visita al Galles battendolo a Ebbw Vale per 24-9 ma andarono anche incontro alla loro più pesante sconfitta, 0-101 a Hersham contro l'Inghilterra.
Nel 2006 il Sudafrica ricevette l'invito a prendere parte alla Coppa del Mondo in Canada; inserita in un sistema di accoppiamenti in prima fase in cui dovette incontrare nell'ordine Australia, Inghilterra e Irlanda, terminò all'ultimo posto del ranking e nei play-off per le quattro più basse posizioni perse contro Samoa in semifinale e Kazakistan per la finale valida per l'undicesimo posto.
Dopo una pausa di circa 3 anni, le sudafricane tornarono sulla scena internazionale in occasione della Nations Cup femminile 2009 in Canada in cui, a parte 4 sconfitte, conquistarono un pareggio 17-17 contro la più esperta nazionale francese.
L'anno successivo il Sudafrica guadagnò la qualificazione automatica alla Coppa del Mondo in qualità di unica rappresentante del suo continente; nella fase a gironi della competizione, che si tenne in Inghilterra, la squadra perse contro Australia e Nuova Zelanda e, pur battendo il Galles, non poté evitare di terminare negli spareggi delle ultime posizioni; contro il Kazakistan in semifinale vinse il suo primo incontro in Coppa del Mondo e successivamente perse la finale del nono posto contro il Galles battuto pochi giorni prima.
Per i successivi tre anni l'unico appuntamento del Sudafrica fu la Nations' Cup: nell'edizione 2011 in Canada la squadra giunse terza dietro Inghilterra e le padrone di casa ma davanti agli Stati Uniti; dopo un 2012 senza incontri nell'edizione 2013 in Colorado finì all'ultimo posto con tre sconfitte in tre incontri.
Nel corso di quell'anno tuttavia disputò, e vinse, lo spareggio di qualificazione alla Coppa del Mondo 2014 contro l'Uganda, battuta 63-3.
L'andamento della Coppa del Mondo 2014 in Francia fu analogo a quello di quattro anni prima: dopo zero punti in prima fase contro Australia, Francia e Galles, batté Samoa nella semifinale di play-off per il nono posto, perdendo poi la successiva finale contro la Spagna e chiudendo per la seconda volta consecutiva al decimo posto.
Tale incontro fu anche l'ultimo per lungo tempo: originariamente inserita da World Rugby nello spareggio di qualificazione alla Coppa del Mondo 2017 contrapposta alle due migliori asiatiche e la migliore delle oceaniane non qualificate, decise di rinunciare alla partecipazione per impossibilità di schierare una formazione competitiva, preferendo concentrarsi sul programma di sviluppo delle giovani giocatrici.
Dopo più di quattro anni di inattività la squadra tornò a disputare incontri a novembre 2018 durante un tour europeo di riambientamento internazionale che prevedeva 4 incontri, uno con la selezione femminile dell'esercito britannico, e tre test match persi 5-19 a Cardiff contro il Galles, 5-17 ad Alicante contro la Spagna e 10-35 a Prato contro l'Italia, primo incontro assoluto tra le due nazionali.
A guidare la squadra il C.T. Stanley Raubenheimer, ex giocatore di Western Province e Bulls e in carica da maggio 2018.

## Colori e simboli
I colori da sempre utilizzati dalle rappresentative rugbistiche del Sudafrica sono il verde e l'oro.
Dalla fine dell'apartheid, insieme allo springbok (antidorcas marsupialis), un'antilope endemica dell'Africa sud-occidentale, sulle maglie dei giocatori sudafricani figura anche un altro simbolo, la protea re (protea cynaroides), pianta floreale anch'essa originaria di tale area geografica.
Le maglie prodotte dalla Asics, azienda giapponese fornitrice della federazione sudafricana dal 2013 fino a tutto il 2019 riportano il simbolo dello springbok sulla destra e la protea sulla sinistra.
Le giocatrici della squadra femminile sono chiamate Springbok Women o anche, abbreviato, Women Boks.

## Palmarès
- Coppa d’Africa: 1
2019

## Statistiche di squadra

### Incontri disputati
| Data              | Sede           | Incontro                       | Note            |
| ----------------- | -------------- | ------------------------------ | --------------- |
| 29 maggio 2004    | Port Elizabeth | Sudafrica — Galles 5-8         | Test match      |
| 5 giugno 2004     | Pretoria       | Sudafrica — Galles 15-16       | Test match      |
| 30 aprile 2005    | Ebbw Vale      | Galles — Sudafrica 9-24        | Test match      |
| 14 maggio 2005    | Hersham        | Inghilterra — Sudafrica 101-0  | Test match      |
| 17 giugno 2006    | Port Elizabeth | Sudafrica — Paesi Bassi 35-0   | Test match      |
| 24 giugno 2006    | Durban         | Sudafrica — Paesi Bassi 42-12  | Test match      |
| 31 agosto 2006    | Edmonton       | Australia — Sudafrica 68-12    | Coppa del Mondo |
| 4 settembre 2006  | Edmonton       | Inghilterra — Sudafrica 74-8   | Coppa del Mondo |
| 8 settembre 2006  | Saint Albert   | Irlanda — Sudafrica 37-0       | Coppa del Mondo |
| 12 settembre 2006 | Saint Albert   | Samoa — Sudafrica 43-10        | Coppa del Mondo |
| 16 settembre 2006 | Edmonton       | Kazakistan — Sudafrica 36-0    | Coppa del Mondo |
| 10 agosto 2009    | Oakville       | Francia — Sudafrica 17-17      | Test match      |
| 13 agosto 2009    | Oakville       | Canada — Sudafrica 35-17       | Test match      |
| 16 agosto 2009    | Oakville       | Stati Uniti — Sudafrica 39-0   | Test match      |
| 19 agosto 2009    | Oakville       | Inghilterra — Sudafrica 25-0   | Test match      |
| 8 aprile 2010     | al-'Ayn        | Kazakistan — Sudafrica 17-22   | Test match      |
| 10 aprile 2010    | al-'Ayn        | Kazakistan — Sudafrica 0-38    | Test match      |
| 5 giugno 2010     | Lasswade       | Scozia — Sudafrica 8-27        | Test match      |
| 12 giugno 2010    | Lasswade       | Scozia — Sudafrica 17-41       | Test match      |
| 20 agosto 2010    | Guildford      | Nuova Zelanda — Sudafrica 55-3 | Coppa del Mondo |
| 24 agosto 2010    | Guildford      | Sudafrica — Galles 15-10       | Coppa del Mondo |
| 28 agosto 2010    | Guildford      | Australia — Sudafrica 62-0     | Coppa del Mondo |
| 1º settembre 2010 | Guildford      | Sudafrica — Kazakistan 25-10   | Coppa del Mondo |
| 5 settembre 2010  | Guildford      | Galles — Sudafrica 29-17       | Coppa del Mondo |

| Data             | Sede         | Incontro                      | Note                    |
| ---------------- | ------------ | ----------------------------- | ----------------------- |
| 2 agosto 2011    | Oakville     | Canada — Sudafrica 52-17      | Test match              |
| 5 agosto 2011    | Chatham-Kent | Inghilterra — Sudafrica 46-8  | Test match              |
| 9 agosto 2011    | Oakville     | Sudafrica — Stati Uniti 26-23 | Test match              |
| 13 agosto 2011   | Oakville     | Stati Uniti — Sudafrica 29-9  | Test match              |
| 30 luglio 2013   | Greeley      | Stati Uniti — Sudafrica 32-22 | Test match              |
| 4 agosto 2013    | Greeley      | Inghilterra — Sudafrica 18-17 | Test match              |
| 7 agosto 2013    | Greeley      | Canada — Sudafrica 53-15      | Test match              |
| 10 agosto 2013   | Greeley      | Stati Uniti — Sudafrica 61-5  | Test match              |
| 7 settembre 2013 | East London  | Sudafrica — Uganda 63-3       | Qualificazioni mondiali |
| 5 luglio 2014    | Marcoussis   | Francia — Sudafrica 39-8      | Test match              |
| 1º agosto 2014   | Marcoussis   | Australia — Sudafrica 26-3    | Coppa del Mondo         |
| 5 agosto 2014    | Marcoussis   | Francia — Sudafrica 55-3      | Coppa del Mondo         |
| 9 agosto 2014    | Marcoussis   | Galles — Sudafrica 35-3       | Coppa del Mondo         |
| 13 agosto 2014   | Marcoussis   | Sudafrica — Samoa 25-24       | Coppa del Mondo         |
| 17 agosto 2014   | Marcoussis   | Spagna — Sudafrica 36-0       | Coppa del Mondo         |
| 10 novembre 2018 | Cardiff      | Galles — Sudafrica 19-5       | Test match              |
| 17 novembre 2018 | Alicante     | Spagna — Sudafrica 17-5       | Test match              |
| 25 novembre 2018 | Prato        | Italia — Sudafrica 35-10      | Test match              |
| 9 agosto 2019    | Brakpan      | Uganda — Sudafrica 7-89       | Coppa d'Africa          |
| 13 agosto 2019   | Brakpan      | Madagascar — Sudafrica 0-73   | Coppa d'Africa          |
| 17 agosto 2019   | Brakpan      | Kenya — Sudafrica 0-39        | Coppa d'Africa          |

### Riepilogo per avversario
| Avversario    | Primo incontro | G  | V  | N | P  | PF  | PS    | % V/G |
| ------------- | -------------- | -- | -- | - | -- | --- | ----- | ----- |
| Australia     | 2006           | 3  | 0  | 0 | 3  | 15  | 156   | 0     |
| Canada        | 2009           | 3  | 0  | 0 | 3  | 49  | 140   | 0     |
| Francia       | 2009           | 3  | 0  | 1 | 2  | 28  | 111   | 0     |
| Galles        | 2004           | 7  | 2  | 0 | 5  | 84  | 126   | 28,5  |
| Inghilterra   | 2005           | 5  | 0  | 0 | 5  | 33  | 264   | 0     |
| Irlanda       | 2006           | 1  | 0  | 0 | 1  | 0   | 37    | 0     |
| Italia        | 2018           | 1  | 0  | 0 | 1  | 10  | 35    | 0     |
| Kazakistan    | 2006           | 4  | 3  | 0 | 1  | 85  | 63    | 75    |
| Kenya         | 2019           | 1  | 1  | 0 | 0  | 39  | 0     | 100   |
| Madagascar    | 2019           | 1  | 1  | 0 | 0  | 73  | 0     | 100   |
| Nuova Zelanda | 2010           | 1  | 0  | 0 | 1  | 3   | 55    | 0     |
| Paesi Bassi   | 2006           | 2  | 2  | 0 | 0  | 77  | 12    | 100   |
| Samoa         | 2006           | 2  | 1  | 0 | 1  | 35  | 67    | 50    |
| Scozia        | 2010           | 2  | 2  | 0 | 0  | 68  | 25    | 100   |
| Spagna        | 2014           | 2  | 0  | 0 | 2  | 5   | 53    | 0     |
| Stati Uniti   | 2009           | 5  | 1  | 0 | 4  | 62  | 184   | 20    |
| Uganda        | 2013           | 2  | 2  | 0 | 0  | 152 | 10    | 100   |
| Totale        | Totale         | 45 | 15 | 1 | 29 | 814 | 1 338 | 33,3  |

### Confronti in Coppa del Mondo
| Avversario      | Primo incontro  | G  | V | N | P  | PF  | PS  | % V/G |
| --------------- | --------------- | -- | - | - | -- | --- | --- | ----- |
| Australia       | 2006            | 3  | 0 | 0 | 3  | 15  | 156 | 0     |
| Francia         | 2014            | 1  | 0 | 0 | 1  | 3   | 55  | 0     |
| Galles          | 2010            | 3  | 1 | 0 | 2  | 35  | 74  | 33,3  |
| Inghilterra     | 2006            | 1  | 0 | 0 | 1  | 8   | 74  | 0     |
| Irlanda         | 2006            | 1  | 0 | 0 | 1  | 0   | 37  | 0     |
| Kazakistan      | 2006            | 2  | 1 | 0 | 1  | 25  | 46  | 50    |
| Nuova Zelanda   | 2010            | 1  | 0 | 0 | 1  | 3   | 55  | 0     |
| Samoa           | 2006            | 2  | 1 | 0 | 1  | 35  | 67  | 50    |
| Spagna          | 2014            | 1  | 0 | 0 | 1  | 0   | 36  | 0     |
| Totale generale | Totale generale | 15 | 3 | 0 | 12 | 124 | 600 | 20    |